# Olivier Guégan
Olivier Guégan (Longjumeau, 20 augustus 1972) is een Frans voormalig voetballer en is sinds juni 2019 hoofdtrainer van Valenciennes FC.

## Spelerscarrière
Guégan begon zijn loopbaan in 1991 bij Angers SCO, waar hij de rol van aanvoerder vervulde. Na drie jaar vertrok hij naar ES Viry-Châtillon. Na een seizoen verhuisde Guégan naar US Lusitanos Saint-Maur. Hier speelde hij drie jaar, alvorens hij in 1998 naar Paris FC uit de Franse hoofdstad vertrok. In 2000 werd hij gecontracteerd door Stade de Reims, maar keerde in 2001 alweer terug naar Angers. Vanaf 2004 speelde Guégan vijf jaar voor Stade Brestois als aanvoerder in de Ligue 2. In zijn laatste seizoen in het betaald voetbal speelde Guégan opnieuw voor Reims.

## Trainerscarrière
Guégan werd op 8 april 2015 aangesteld als trainer van Stade de Reims, nadat Jean-Luc Vasseur gedurende het seizoen 2014/15 was ontslagen. Reims stond op dat moment zestiende en was dus nog niet uit de degradatiezorgen. Uiteindelijk eindigde Reims als vijftiende en werd het behoed voor degradatie. Een seizoen erna degradeerde Reims alsnog. Guégan werd hierdoor ontslagen.
Op 21 juni 2016 tekende hij een contract bij Grenoble Foot 38. Guégan leidde de voormalige profclub twee seizoenen op rij naar de promotie: in het seizoen 2016/17 naar de Championnat National, het seizoen daarop naar de Ligue 2. Toch kwam er in juni 2018 een einde aan de samenwerking. Guégan vond pas een jaar later een nieuwe werkgever: Valenciennes FC.